# Ubaldo Mazzini
Ubaldo Mazzini (La Spezia, 3 dicembre 1868 – Pontremoli, 8 luglio 1923) è stato uno storico, giornalista e intellettuale italiano.

## Biografia
Sin da giovane Ubaldo Mazzini, nella sua iniziale attività di giornalista esercitata con lo pseudonimo di Gamin, ha espresso idee repubblicane e mazziniane. 
Dopo aver studiato a Pisa e a Genova si laurea in giurisprudenza all'Università di Pavia nel 1898.
Studioso di archeologia, di storia, delle tradizioni popolari e del dialetto spezzino, ha fondato e diretto con Achille Neri il Giornale storico e letterario della Liguria che divenne poi il  Giornale storico della Lunigiana, continuando nell'attività giornalistica e dilettandosi alla composizione di poesie in dialetto spezzino.
Socio della Società ligure di storia patria già dal 1896, è stato Ispettore onorario dei monumenti e degli scavi del circondario della Spezia.
E'stato socio della Società bibliografica italiana dal 1900 al 1911 e, dallo stesso anno, membro del Consiglio dell'Associazione dei funzionari delle biblioteche e dei musei comunali e provinciali essendo poi anche rieletto nel 1921. 

Ha pubblicato fra l'altro la Bibliografia della stampa periodica spezzina dal 1865 al 1908 (La Spezia: con i tipi di F. Zappa, 1908). 
Fu iniziato nel Grande Oriente d'Italia.
È stato il primo direttore, fino alla sua morte, della Biblioteca civica della Spezia, istituita nel 1898 con la cessione al Municipio della raccolta libraria della Società d'incoraggiamento per l'educazione morale e industriale della Spezia.

Al suo nome fu poi intitolata la stessa Biblioteca civica e uno degli istituti di scuola media di primo e secondo grado alla Spezia.

È stato anche il Direttore del Museo civico, a partire dal 1898, e ne incrementò la sezione archeologica soprattutto con le statue-stele lunigianesi che egli scoprì e che mediante le sue ricerche fece conoscere agli studiosi di tutta Europa. 

Per opera sua queste due Istituzioni assunsero l’importanza e l’efficacia di strumenti di cultura divenendo i più fecondi e dinamici centri propulsori della ricerca storica del nostro territorio: veri e propri luoghi del sapere in cui convogliavano i risultati degli studi delle più importanti personalità colte della Lunigiana. 
Ubaldo Mazzini ha raccolto, prodotto e divulgato materiale di grande importanza storico scientifica. Oltre duecento sono i titoli dei suoi scritti dedicati al molti rami della ricerca storica e che ancora oggi consentono di conoscere e valutare vicende della locale storia passata altrimenti sconosciuta. 

Con lo stesso spirito acuto e appassionato è stato narratore delle tradizioni popolari, valorizzate anche grazie alla sua proficua produzione di poesie in vernacolo. 
Ma è nella direzone della Biblioteca civica che si ritrova compiutamente la sintesi del Mazzini uomo di cultura: egli infatti non è stato soltanto un accumulatore, un custode e un classificatore di libri, ma anche una guida attenta, coscienziosa e intelligente per quanti dovevano ricorrere alla biblioteca, a servizio dei quali metteva tutta la sua geniale e preziosa versatilità. 
A suo ricordo la città della Spezia ha eretto un'erma il 12 luglio 1925 nei giardini pubblici. L'opera, un busto dello scrittore è un bronzo opera di Angiolo Del Santo.

### L'amore per La Spezia
Una lirica dedicata alla sua città in dialetto spezzino:
| A SPÈZA | LA SPEZIA |
| --- | --- |
| 'Nfra tüte e sità de l'üniverso me a credo che paege né ghe 'n sia; mia propio die che Cristo i agia perso, dopo d'avela fabricà, a magìa! Bela l'è bela, la la veda 'n guerso! E ho sentì a die che per quanto se zia er mondo 'n lüngo, e 'n largo, ne gh'è verso! En gorfo cossì beo i ne s'amìa. Ma a ciü belessa bela e sorprendente l'è che se gh'è 'n spezin ch'agia 'nt'a testa doi ünse de criteio e de talento I 'o schivo tüti, e i ne 'r consideo gnente; ma se ven n'ase chi daa cà dea pesta i' en capaci de faghe 'r monümento. | Tra tutte le città dell'universo io credo non ve ne siano di pari bisogna proprio dire che Cristo abbia perso, dopo averla creata, la magia! Bella è bella, lo vede un cieco! e ho sentito dire che per quanto si giri il mondo in lungo e in largo, non c'è verso! Un golfo così bello non si ammira. Ma la bellezza più bella e sorprendente è che se c'è uno spezzino che ha nella testa due once di criterio e di talento Lo schivano tutti e non lo considerano niente ma se viene un asino qui da casa del diavolo sono capaci di fargli il monumento. |

## Pubblicazioni e articoli
- U. Mazzini, Monumenti celtici in Val di Magra, Giornale Storico e Letterario della Liguria, Vol. IX, pp. 393-419, 1908.
- U. Mazzini, Statue-menhirs di Lunigiana, BPI, Vol. XXXV, n° 5-9, pp. 65-77, 1919.
- U. Mazzini, Notizie sulle statue stele di Moncigoli, GSLTL, Vol. IV, p. 78, 1912.
- U. Mazzini, L'epitaffio di Leodegar vescovo di Lui del secolo VIII, Annali del Museo Civico della Spezia, 1977-1978, pp. 215-236. 1980.
- U. Mazzini, Guida della Spezia e del suo Golfo, La Spezia, Matuella, 1889
- U. Mazzini, Carlevà, cansonete spezine, La Spezia, Matuella, 1891
- U. Mazzini, A passion do Signoe, sonetti in vernacolo spezzino, La Spezia, Zappa, 1894
- U. Mazzini, Agostino Falconi, memorie biografiche e critiche, La Spezia, Zappa, 1894
- U. Mazzini, Strufùgi, saggio di alcune rime in vernacolo spezzino, La Spezia, Zappa, 1894
- U. Mazzini, A spedission de Caraa, 20 sonetti in vernacolo spezzino, La Spezia, Tenerani, 1895
- U. Mazzini, Delle antiche mura della Spezia, Lipsia [i.e. La Spezia], [s.n.], 1896
- U. Mazzini, Guida della Spezia, La Spezia, Zappa, 1896
- U. Mazzini, Guida della Spezia e del circondario di Levante, con una carta topografica, ed un copioso indice alfabetico, La Spezia, Zappa, 1896
- U. Mazzini, Portus Lunae, La Spezia, [s.n.], 1896
- U. Mazzini, Il libro dei sonetti vernacoli, La Spezia, Tenerani, 1897
- U. Mazzini, La Biblioteca comunale della Spezia, prima relazione del direttore Ubaldo Mazzini, La Spezia, Zappa, 1899
- U. Mazzini, La cavalleria nei "Promessi Sposi", Firenze, Fiori, 1899
- U. Mazzini, Lord Byron a Portovenere?, Firenze, Fiori, 1899
- U. Mazzini, Relazione della Biblioteca Comunale della Spezia per l'anno 1899-1900, La Spezia, Zappa, 1900
- U. Mazzini, A spedission de Caraa. Sonetti in vernacolo spezzino. 3. edizione completa illustrata con acquarelli del pittore Umberto Vico, La Spezia, Zappa, 1902
- U. Mazzini, La donna è mobile, seenada spezina de Ubaldo Mazzini, La Spezia, Zappa, 1902
- U. Mazzini, Noterelle spezzine di archeologia, di storia e d'arte, La Spezia, Zappa, 1902
- U. Mazzini, O Trambai Eletrico. Cansoneta de Carlevà der 1902, La Spezia, Zappa, 1902
- U. Mazzini, Pippo che gioca al domino. Poema fotografico in IV istantanee del gatto Selvatico, [La Spezia?], [s.n.], 1902
- U. Mazzini, A Speza, vista d'en Paadiso o sia Batiston che ghe ven d'asilo, La Spezia, Zappa, 1903
- U. Mazzini, Guida della città e del Golfo della Spezia, con una pianta topografica, La Spezia, Zappa, 1903
- U. Mazzini, Notizia archeologica, La Spezia, Zappa, 1903
- U. Mazzini, Da Riva Trigoso a Viareggio in "Monografia storica dei porti dell'antichità nella penisola italiana" p. 175-198, Roma, Ministero della Marina, Officina poligrafica italiana, 1905
- U. Mazzini, Nozze Paganini-Mazzucchetti, La Spezia, Zappa, 1906
- U. Mazzini, Guida novissima descrittiva-storica-commerciale della città, del Golfo e del Circondario della Spezia, La Spezia, Barosso, 1907
- U. Mazzini, Bibliografia della stampa periodica spezzina dal 1865 al 1908, La Spezia, Zappa, 1908
- U. Mazzini, Valdimagra e la Magra; Luni, i monti di Luni e Carrara; Lerici; Il Monastero di Santa Croce del Corvo; Gaetano Zolese in Dante e la Lunigiana, nel sesto centenario della venuta del Poeta in Valdimagra, 1306-1906, Milano, Hoepli, 1909
- U. Mazzini, Lettere di Giuseppe Mazzini a Francesco Zannoni e ad altri con note e documenti per cura di Ubaldo Mazzini, La Spezia, Zappa, 1911
- U. Mazzini, Un proclama ignorato di Giuseppe Mazzini ai Veneti, Barga, Tipografia Bertagna, 1911
- U. Mazzini, Per un frammento della catena di Porto Pisano, Genova, Tipografia Gius. Carlini fu G.B., 1912
- U. Mazzini, Correzioni critiche di alcune date nel Regesto del Codice Pelavicino, Genova, Società Palazzo Rosso, 1914
- U. Mazzini, Ricordi storici e documenti della chiesa di Sant'Antonio della Spezia, La Spezia, Zappa, 1916
- U. Mazzini, Un saggio del folclore spezzino, La Spezia, [s.n.], 1918
- U. Mazzini, Cenni sull'antico tribunale della Spezia e sui pretesi "diritti storici" di Sarzana in Città della Spezia. Istanza al Governo del Re per l'istituzione di un tribunale alla Spezia in seguito alla progettata soppressione di tribunali in sedi minori, La Spezia, Tipografia Argiroffo & C., 1921
- U. Mazzini, Nozze Sforza-Calzoni, Firenze, Vallecchi, 1921
- U. Mazzini, Il primo cinquantennio di vita del Museo Civico della Spezia, relazione del direttore al Sindaco, La Spezia, S.A.G.L., 1923